# Corasmia
Corasmia o también Jorasmia (en persa: خوارزم‎, Xwarezm o Khwarezm) alude tanto a una región histórica-geográfica como a una serie de Estados centrados en el curso bajo del Amu Daria y su antiguo delta en el mar de Aral, abarcando la parte septentrional del Gran Irán (el actual Uzbekistán), y que se extendían por la meseta de Ustyurt hacia las orillas orientales del mar Caspio septentrional. En el sur limitaba con Jorasán, al norte con la estepa kazaja, al sureste con Sogdiana y al noreste con Transoxiana. Sus capitales fueron Kunya-Urgench y Jiva desde el siglo XVII, en torno a la cual se constituyó el homónimo kanato de Jiva.

## Nombres y etimología
En español se utiliza la forma tradicional Corasmia para definir esta región, que procede del término latino Chorasmia, adaptación del griego Χορασμια, que posee una pronunciación con sonido velar fricativo sordo ("jorasmia"); en cambio, el vocablo español posee una pronunciación con sonido velar oclusivo sordo ("korasmia"), heredera del término latino. El término Jorasmia responde más adecuadamente a la pronunciación general y permite la convergencia de las diversas transcripciones, entre las que destacan las formas inglesas Khwarezm, Khwarizm o Khorezm, en las cuales el dígrafo kh sirve para representar el sonido velar fricativo sordo correspondiente a la j española; de ahí que también existan otras transcripciones como Jwarezm, Jwarizm o Jorezm.

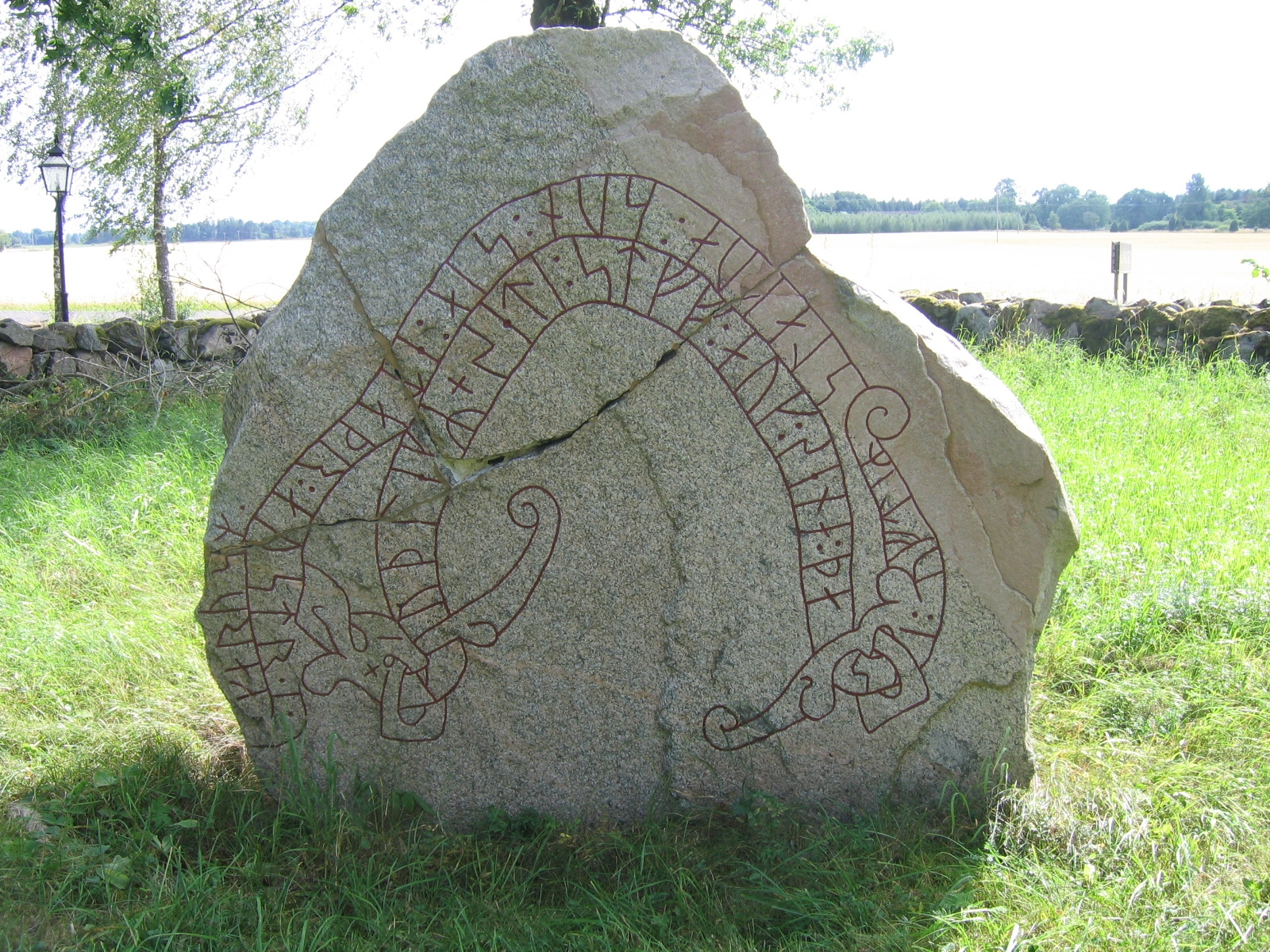
La piedra rúnica Vs 1 menciona a un vikingo que murió en karusm.

La situación geográfica de la región, rodeada de importantes y diversas culturas, determina la existencia de otras transliteraciones del nombre, dependiendo del idioma en que se realicen. En avéstico es Xvairizem, en persa antiguo Huwarazmish, en persa moderno خوارزم Khwārazm, en árabe خوارزم Khwārizm, en chino, 花剌子模 Huālázǐmó, en uzbeco Xorazm y en ruso Хорезм Khorezm. Las diferentes transcripciones pueden abarcar términos tan dispares como Khwarezm, Khwarezmia, Khwarizm, Khwarazm, Khorezm, Khoresm, Khorasam, Harezm, Horezm, Chorezm, etc.
El geógrafo árabe Yaqut al-Hamawi, en su obra Kitab Mu'jam al-Buldan (معجم البلدان, Libro de los Países), escribe que el nombre "Khwarezm" es un nombre persa compuesto por "khwar" (خور) y "-razm" (رزم), en referencia a la abundancia de "carne de pescado cocinada" como la dieta principal de los pueblos de la región. No obstante, C.E. Bosworth sostiene que el nombre persa surge de la unión de خور, que significa "el sol", y رزم, que significa "tierra", expresando así "la tierra donde nace el sol". Sin embargo, y más correctamente, en las lenguas iranias el término para designar una zona de escaso nivel topográfico es el compuesto por khwar/khar, "bajo", y zam/zem, "tierra". Corasmia es de hecho la región más baja de Asia Central, exceptuando las costas del mar Caspio. Varias versiones de khwar/khar/khor/hor suelen usarse en el Golfo Pérsico para referirse a llanuras de marea, marismas o bahías de marea (por ejemplo, Khor Musa, Khor Abdallah, Hor al-Azim, Hor al-Himar, etc.).
El nombre también aparece en inscripciones aqueménidas como "Huvarazmish" y es mencionado como parte del Imperio persa. A excepción de las etapas parta y seléucida, durante las cuales la región fue gobernada por jefes locales, Corasmia permaneció en mayor o menor grado vinculada políticamente a Persia como una satrapía, un kanato aliado, una parte integrante del Gran Jorasán o como una simple provincia hasta 1878, cuando toda la región fue invadida y anexionada por el Imperio ruso. No obstante, Corasmia siempre formó parte del área cultural irania, incluso en la actualidad.
Muchos eruditos sostienen que Corasmia correspondería a la región que en los antiguos textos avésticos se denomina "Airianem Vaeyah" o "Iran vij". Estas fuentes proponen que Kunya-Urgench, que fue la capital de Corasmia durante largo tiempo, sería en realidad "Ourva", la octava tierra de Ahura Mazda mencionada en el texto pelvi en persa medio del Vendidad. No obstante, Michael Witzel, un investigador de la historia indoeuropea temprana, afirma que Airyanem Vaejah estaría situada en lo que actualmente es Afganistán, cuyas áreas septentrionales fueron parte de la antigua Corasmia y del Gran Jorasán. En cambio, el historiador Elton L. Daniel, de la Universidad de Hawái, señala que Corasmia sería el principal escenario que correspondería al hogar original de los pueblos avésticos, mientras que Dehjodá llama a Corasmia مهد قوم آریا ("la cuna del pueblo ario").

## Origen

### Mitología
El erudito Al-Biruni, hablante nativo del idioma corasmio (una lengua irania), narra que la región fue colonizada por vez primera 980 años antes de Alejandro Magno y el Imperio seléucida, es decir, en el año 1292 a. C., cuando el héroe épico indio Siyavash llegó a Corasmia, y su hijo Kay Khusraw fue elevado al trono 92 años después. Biruni da sólo los nombres de los gobernantes de la dinastía afríguida, situando la fundación de la misma en el año 616 de la era seléucida, es decir, en el año 305.

### Poblamiento
Algunos geógrafos como Al-Istakhri, en su obra Al-masalik wa al-mamalik, mencionan Corasmia como parte del Jorasán y de Transoxiana. Al igual que Sogdiana, albergó la expansión de la cultura BMAC durante la Edad del Bronce, fusionada con los pueblos indo-iranios durante sus migraciones, en torno al I milenio a. C.; este intercambio cultural originó así los primeros Estados de la Edad del Hierro temprana. Se han definido varias fases culturales en Corasmia, a saber: Keltiminar (c. 3000 a. C.), Suyargan (c. 2000 a. C.), Tazabag'yab (c. 1500 a. C.), Amirabad (c. 1000 a. C.) y la cultura de los saces (c. 500 a. C.). Durante esta última etapa, existían alrededor de 400 núcleos en Corasmia, gobernados por la dinastía afríguida local. Es en este momento cuando Corasmia entra en los registros históricos debido a la expansión aqueménida.

### Cultura e idioma corasmios
El corasmio, un idioma iranio oriental próximo al sogdiano, se hablaba en la región del bajo Amu Daria hasta poco antes de la llegada de los mongoles, cuando fue reemplazado por lenguas túrquicas. Además de los términos astronómicos utilizados por Al-Biruni, otras fuentes para el conocimiento del idioma son el diccionario árabe-persa-corasmio de Al-Zamakhshari y varios textos legales que utilizan términos corasmios para explicar algunos conceptos legales.
En cuanto a la etnia, en las primeras etapas de su historia los pobladores de la región eran de origen iranio, un dato confirmado por el propio al-Biruni en su obra Athar ul-Baqiyah (الآثار الباقية عن القرون الخالية), cuando afirma que "(...) el pueblo de Corasmia formaba una rama del árbol persa".
El área de Corasmia estuvo bajo control afríguida (y posteriormente samánida) hasta finales del siglo X, cuando fue sometida por los gaznávidas. El idioma corasmio y su cultura sobrevivieron durante varios siglos a la llegada del islam, destacando la figura de Al-Biruni como una de las escasas fuentes que rescatan el conocimiento del sustrato corasmio. Finalmente, la cultura corasmia declinó bajo la presión de la infiltración túrquica desde el norte y hacia el sur, desapareciendo así el carácter original iranio de la región hasta la completa turquización que perdura en la actualidad, aunque el habla corasmia posiblemente perviviera en las regiones altas, en torno a Hazārasp, entre finales del siglo VIII y el siglo XIV.

## Era aqueménida, parta y sasánida

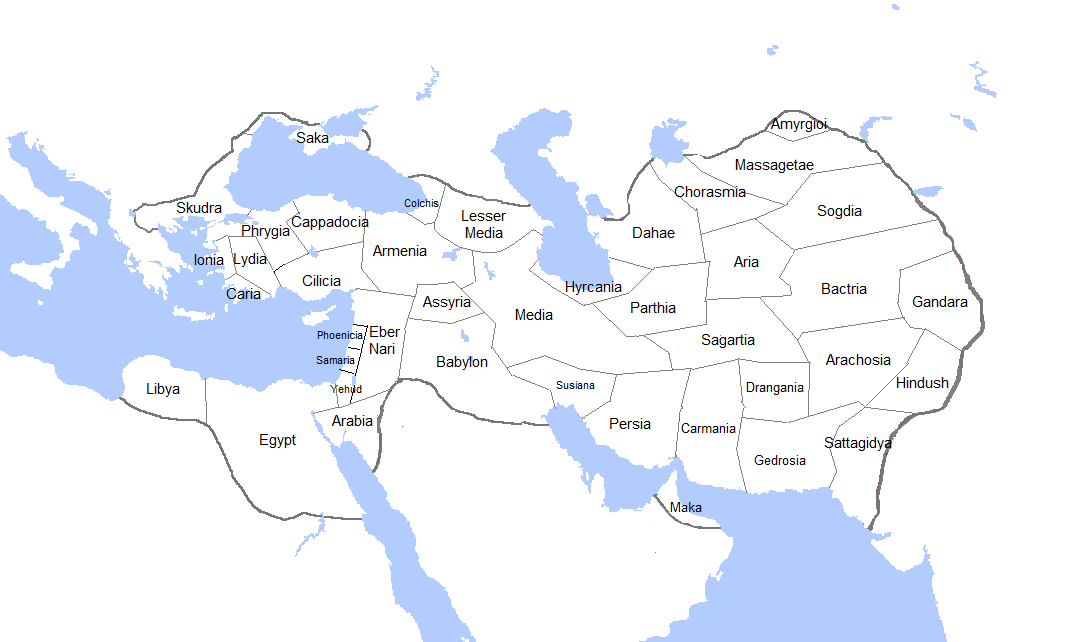
Corasmia, una de las provincias aqueménidas.

Durante el periodo aqueménida, la satrapía de Corasmia fue gobernada por Esmerdis junto con Bactriana, Carmania y las provincias orientales del imperio. Sobre esta etapa el poeta persa Ferdousí menciona las florecientes ciudades de Afrasiab y Chach en su epopeya Shahnameh.
Cuando el rey de Corasmia ofreció su amistad a Alejandro Magno en el 328 a. C., tanto los biógrafos griegos de Alejandro como posteriormente los romanos lo describieron como un rey de nómadas que gobernaba un desierto vacío. No obstante, los arqueólogos rusos del siglo XX revelaron que la región conformaba un reino estable y centralizado sobre un territorio agrícola al este del mar de Aral, rodeado por los nómadas del Asia central y protegido por su ejército de jinetes acorazados, siendo el más poderoso reino al noroeste del Amu Daria. El emisario del rey ofreció dirigir el ejército de Alejandro, por el norte del mar Caspio hacia el mar Negro, contra sus propios enemigos, Iberia y Cólquida, si bien Alejandro rehusó diplomáticamente.
Tras ser relativamente independiente durante las dinastías seléucida y arsácida, Corasmia y la vecina Bactriana formaron parte del imperio sasánida durante el reinado de Bahram II, un dato que confirma Yaqut al-Hamawi. Al referirse al preislámico "Cosroes de Corasmia" " (خسرو خوارزم), al ya islámico "Amir de Corasmia" (امیر خوارزم), o incluso al Imperio corasmio, las fuentes como al-Biruni, Ibn Khordadbeh y otras claramente se refieren a Corasmia como parte del imperio iranio (persa). La escritura pahlevi (empleada por la burocracia persa para escribir el persa antiguo) comenzó a utilizarse en Corasmia como alfabeto local en torno al siglo II, lo cual, unido al hecho de que los sahs corasmios como Ala ad-Din Tekish (1172-1200) emitieran todas sus órdenes (administrativas y públicas) en persa, confirma las afirmaciones de al-Biruni.

## Dinastía afríguida
La dinastía afríguida fue un linaje iranio nativo de Corasmia que gobernó la región desde tiempos preislámicos hasta el año 995; de acuerdo con al-Biruni, gobernó Corasmia desde el siglo IV hasta el X. El reino fue establecido en torno a Jiva en el año 410 por tribus ávaras posiblemente bajo influencia heftalita. Sus pobladores fueron llamados Khwalis o Kaliz por los magiares debido al núcleo occidental de los ávaros en Hungría (Kabars), que vivieron en la Galitzia carpática. También fueron llamados Khalisioi en griego, Khvalis (Хвалис) en ruso (a menudo asociado con los jázaros), y por diversos nombres en chino, como Qián (潛), Guòlì (過利), Hūsìmì (呼似密), Huǒxún (火尋), Huòlìxímíqié (貨利習彌伽) o Huālázǐmó (花剌子模). Este último corresponde al actual término chino para designar Corasmia; su etimología es incierta, pero podría referirse tanto al propio reino corasmio como a los Uar (en chino 滑 Huá).
Debido a que Corasmia se hallaba en la Ruta de la Seda, fue conocida internacionalmente, y tuvo por tanto distintos nombres en varios idiomas, incluido el griego bizantino, en el cual se denominaban khalisios a los productos de Corasmia, un genitivo masculino que significa "de la ciudad de los khalis".
A finales del siglo VII Corasmia fue conquistada por los árabes omeyas. Tras la conquista, el islam fue implantándose paulatinamente, hasta que a finales del siglo VIII el gobernante afríguida se convirtió al islam, asumiendo el popular nombre converso de 'Abdallah ("siervo de Dios"). A lo largo del siglo X la tribu local de los mamúnidas, establecidos en Kunya-Urgench, incrementó su poder económico y político debido al comercio con las caravanas. Así, en el año 995 derrocó a la dinastía afríguida y asumió el título tradicional de "Sah de Corasmia". La región estuvo brevemente bajo soberanía samánida antes de ser sometida por Mahmud de Gazni al dominio gaznávida. Desde entonces, las invasiones turco-mongolas y el dilatado dominio de las dinastías altaicas sustituyeron el carácter iranio de la región, a pesar de que el título "Sah de Corasmia" se mantuvo hasta el siglo XV.

## El Imperio corasmio y la conquista mongola

El Imperio corasmio en 1220.

El Imperio corasmio surgió en el siglo XI, alcanzando su apogeo a principios del siglo XIII bajo el sah Allah al-Din Muhámmad II, controlando toda el área cultural persa. En 1141 Yelü Dashi conquistó el este de Corasmia, sometiéndola al Kanato de Kara-Kitai. La invasión mongola de Gengis Kan (1218-1220) supuso el fin tanto del Kanato de Kara-Kitai como del Imperio corasmio, y la total destrucción de la capital corasmia, Kunya-Urgench. Durante esta conquista, la futura posesión de Corasmia fue motivo de disputa entre Jochi y Chagatai, y el motivo principal del alejamiento entre Jochi y Gengis.
De esta forma, la región acabó siendo dividida finalmente entre la Horda de Oro y el kanato de Chagatai, y Urgench reconstruida de nuevo, llegando a ser uno de los principales centros comerciales de Asia central. A mediados del siglo XIV Corasmia alcanzó su independencia de la dominación mongola bajo la dinastía súfida, aunque acabó siendo conquistada por Tamerlán, quien, tras cinco campañas, destruyó finalmente Urgench al considerarla una amenaza para Samarcanda. Esto, unido a un cambio del curso del Amu Daria, supuso el desplazamiento del centro de Corasmia hacia Jiva, de manera que a partir del siglo XVI el área fue conocida como el Kanato de Jiva, gobernado por una dinastía gengísida local.

## Edad Moderna

Bandera del Kanato de Jiva hasta 1917.

Durante el reinado de Pedro I de Rusia, el descubrimiento de oro a orillas del Amu Daria, junto con el deseo del Imperio ruso de abrir una ruta comercial hacia el Indo a través del actual Pakistán, supuso el envío de una expedición comercial y militar a la región, dirigida por el príncipe Aleksandr Bekóvich-Cherkaski, que fue repelida por el Kanato de Jiva. Los verdaderos esfuerzos para conquistar la región se iniciaron durante el reinado de los zares Alejandro II y Alejandro III. Uno de los principales pretextos de las expediciones militares rusas fue la liberación de los esclavos rusos y la prevención de futuras capturas y trata de los mismos.
El interés ruso en la región pronto chocó con el del Imperio británico, iniciándose así el denominado Gran Juego a raíz de la primera guerra anglo-afgana de 1839. Paulatinamente, el Kanato de Jiva vería reducida su extensión debido al avance ruso a través del Turquestán hasta que, en 1873, se firmó un tratado de paz que otorgó a Jiva una precaria independencia bajo la forma de protectorado ruso.
Tras el ascenso al poder de los bolcheviques a raíz de la Revolución de Octubre, surgió una efímera República Soviética Socialista de Corasmia en el territorio del antiguo kanato hasta que, en 1924, fue finalmente incorporada a la Unión Soviética y su territorio repartido entre las repúblicas soviéticas de Uzbekistán (el norte del kanato), Turkmenistán (el oeste) y Tayikistán (el este). Después de la disolución de la Unión Soviética, dichas repúblicas se convirtieron en los Estados independientes de Turkmenistán, Uzbekistán y Tayikistán, respectivamente. Muchas de las antiguas ciudades corasmias se localizan en la actual provincia uzbeka de Corasmia.
Hoy día la antigua región de Corasmia se halla poblada de forma heterogénea por uzbekos, karakalpakos, turcomanos, persas, tayikos y kazajos.